# Palau de la Cultura de Iași
El Palau de la Cultura (en romanès: Palatul Culturii) és un edifici situat a Iași (Romania). L'edifici va funcionar com a palau administratiu i de justícia fins al 1955, quan es va canviar el seu propòsit, i se li van assignar quatre museus units avui en dia amb el nom de Complex Nacional de Museus de Moldàvia. A més, l'edifici acull el Centre de Conservació i Restauració de Patrimoni Cultural i acull diverses exposicions i altres esdeveniments.
El Palau de la Cultura figura al Registre Nacional de Monuments Històrics.

## Història

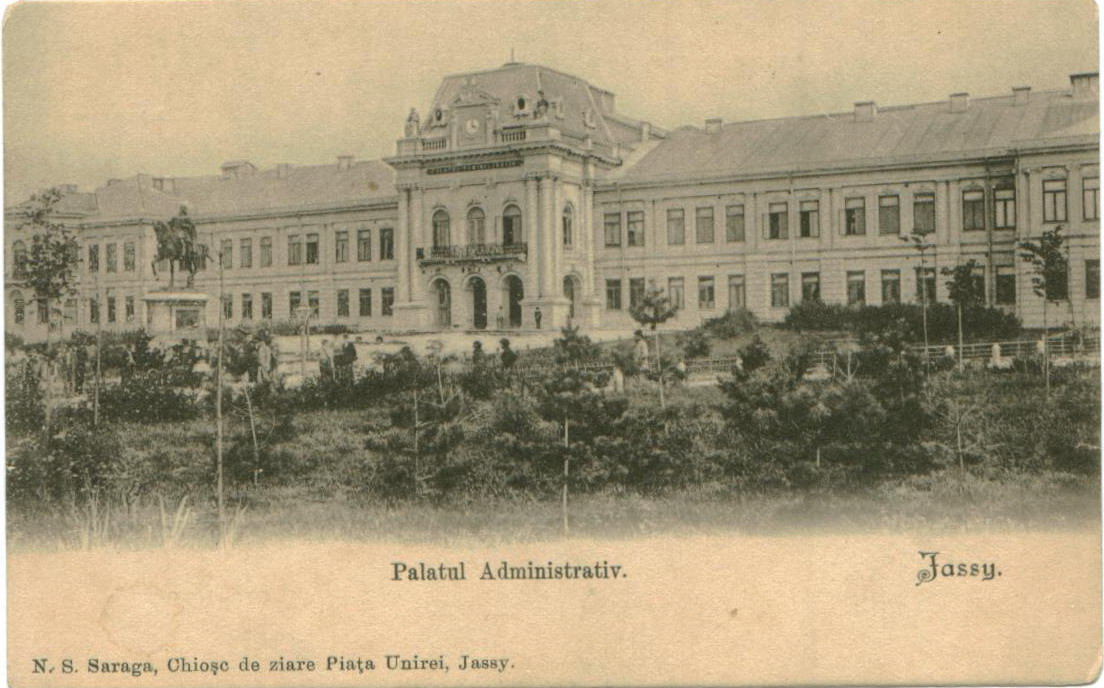
L'antic palau príncep de Moldàvia (més tard rebatejat com a palau administratiu) després de l'última renovació (1883)

Situat al perímetre de la cort príncep medieval de Moldàvia (a partir del 1434), la construcció va ser concebuda com un projecte de reconstrucció i ampliació de l'antic Palau Príncep de Moldàvia, datat a l'època del príncep Alexandru Moruzi (1803–1806, arquitecte Johan Freywald), i posteriorment fou reformat pel príncep Mihail Sturdza (1841-1843, arquitecte Nicolae Singurov), del qual va conservar els fonaments i els dos primers pisos. Va ser a partir d'aquest darrer edifici que el Palau va heretar la llegenda de les 365 habitacions, tantes com els dies d'un any.
L'arquitecte romanès ID Berindei va ser assignat responsable per planificar i dur a terme el procés de reconstrucció. A diferència de l'antic palau, construït en un estil neoclàssic, Berindei va optar per dissenyar-lo amb un estil neogòtic extravagant.
Ben entrat el 1906–1907, les obres de reconstrucció es van aturar durant la Primera Guerra Mundial, a causa de la limitació de recursos, però l'edifici inacabat va acollir tropes romaneses i russes, i diferents institucions públiques i hospitals militars. El monument es va acabar finalment l'11 d'octubre de 1925 i va ser inaugurat oficialment un any després pel rei Ferran I de Romania.
L'edifici va acollir el tribunal judicial i altres institucions públiques fins al 1955, quan va rebre una funció cultural exclusiva. Durant la Segona Guerra Mundial, el Palau va protegir les tropes alemanyes i, després, les soviètiques.
El 1975–1977, el pont de fusta de l'últim pis es va substituir per un de ciment, fixat amb xarxes d'acer. El nou pont va mantenir el monument durant el terratrèmol de 1977, però es va veure afectat el pont des del primer pis, les parets, els ornaments i les obres de relleu. Un projecte de restauració a gran escala, considerat un dels més complexos de Romania des del 1990, va començar el 2008. Les principals obres es van acabar l'abril del 2016.
Entre el 1955 i el 2010, el Palau de la Cultura també va acollir la branca principal de la Biblioteca del Comtat de Iași.

## Arquitectura

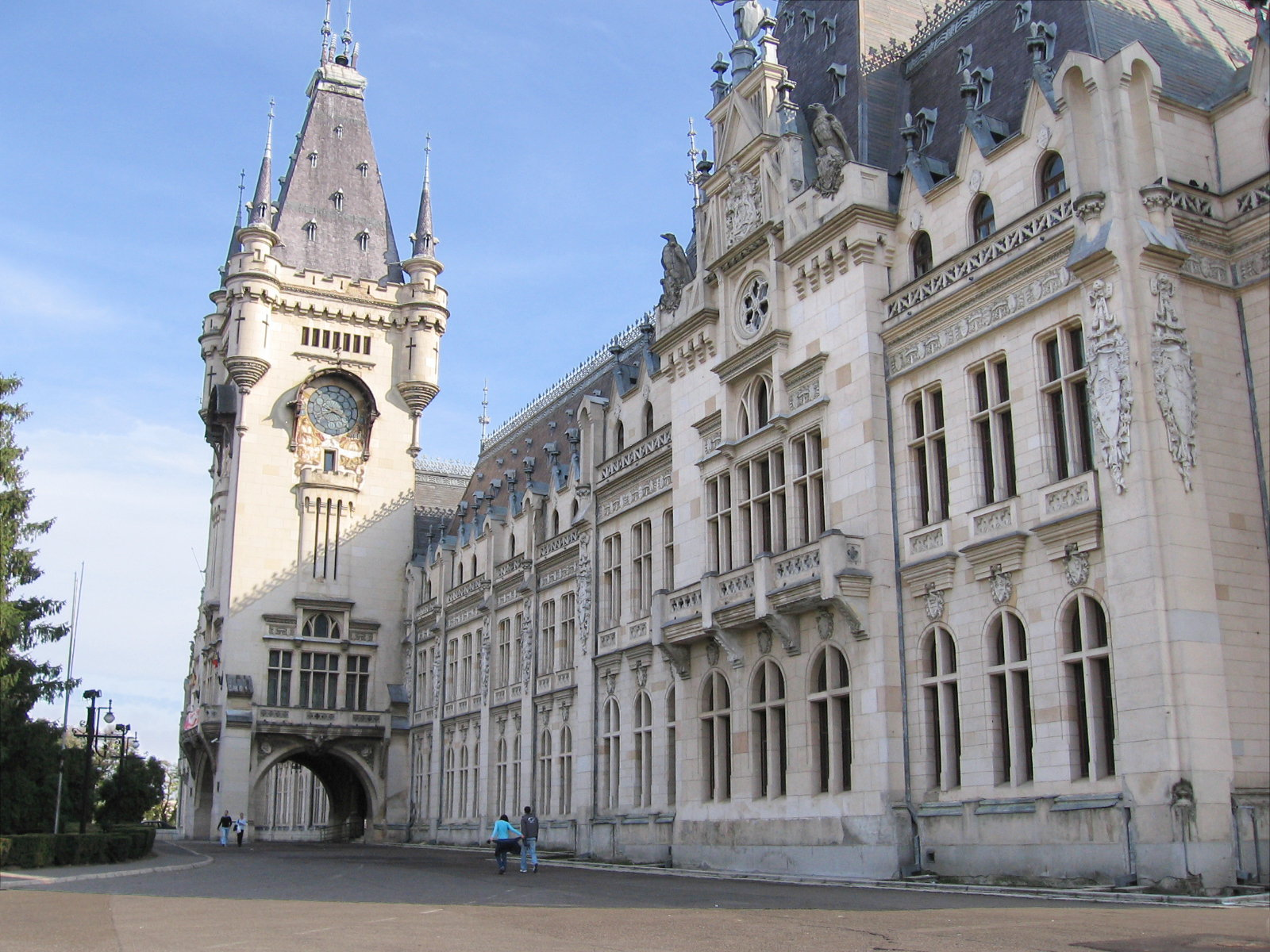
Una vista de prop del Palau de la Cultura

El Palau disposa de 298 habitacions grans amb una superfície total de 34.236 metres quadrats, 92 finestres a la part frontal de l'edifici i altres 36 a l'interior de l'edifici.
La sala central mostra un mosaic figuratiu que inclou diverses representacions d'un bestiari gòtic, disposades de manera concèntrica: àguiles de dos caps, dracs, grifons, lleons. El vestíbul està superposat per una sala de sostre de vidre, on inicialment es disposava un hivernacle.
Tot i el seu disseny d'aspecte arcaic, el Palau es va dissenyar de manera que integrés materials i tecnologies modernes. Així, es van substituir els blocs de pedra per materials lleugers i molt més econòmics. A més, algunes habitacions estaven decorades amb un material especial llicenciat per Henri Coandă, amb el nom de bois-ciment i imitant la fusta de roure. Els elements decoratius de ferreteria també són notables i es poden admirar, per exemple, a les portes de la sala dels voivodes. L'edifici també estava equipat amb instal·lacions d'alta tecnologia per a aquells temps, com ara il·luminació elèctrica, calefacció (pneumàtica), sistema de ventilació, termòstat, aspiradores, que es dirigien des de la sala de maquinària, al nivell subterrani. Tenint en compte també els 14 incendis que van afectar els edificis anteriors, Berindei (l'arquitecte principal) va tractar l'estructura de fusta de les golfes amb un producte ignífug anomenat orniton, mentre que per a la coberta va utilitzar un material especial, anomenat eternita.

### Torre del Rellotge
L'entrada del palau es fa a través d'una gran torre de donjon, amb mordasses i alcoves dominades per una àguila amb ales obertes. La torre és la peça arquitectònica central del palau. A cadascun dels tres costats exposats hi ha una cara del rellotge amb un diàmetre de 325 metres. Les cares del rellotge estan decorades amb vitralls que representen els 12 signes astrològics. Dos joves vestits amb vestits nacionals estan pintats als laterals de les cares del rellotge que custodien el rellotge (element de disseny inspirat en el castell de Peleș). Els vitralls i els merlets en forma de creu s’il·luminen elèctricment durant la nit. El carilló de la torre té 8 campanes que cada hora canten la cançó "Hora Unirii" amb l'ajut d'un tambor.

## Complex museístic nacional de Moldàvia
El Complex museístic nacional "Moldàvia" (en romanès: Complexul Muzeal Național "Moldova") acull quatre museus situats al Palau de la Cultura: Museu d'Art, Museu d'Història de Moldàvia, Museu Etnogràfic de Moldàvia i Museu de Ciència i Tècnica "Ștefan Procopiu". Els museus també inclouen les seves pròpies botigues i biblioteques, així com sales per a exposicions temporals.

### Museu d'Art
El Museu d'Art, fundat el 1860, és el més antic i té la col·lecció d'art més gran de Romania, amb més de 8.700 obres, de les quals 1.000 pertanyen al patrimoni nacional i universal. Situat a la primera planta del palau, disposa de 24 sales per a exposicions permanents, distribuïdes en tres galeries (Universal Art Gallery, Romanian Modern Art Gallery i Contemporary Art Gallery). Les galeries contenen treballs d'artistes com Caravaggio, Paolo Veronese, Pietro Liberi, Carlo Dolci, Salvator Rosa, Francesco Solimena, Bartolomé Esteban Murillo, Anthony van Dyck, Jan Both, Bartholomeus van der Helst, Egbert van Heemskerk II, Nicolas Poussin, Philippe de Champaigne, Eustache Le Sueur, Guillaume Coustou, François Boucher i molts altres.

### Museu d'Història de Moldàvia
El Museu d'Història de Moldàvia es va fundar el 1916 i ofereix més de 48.000 objectes de diversos camps: arqueologia, numismàtica, art decoratiu, llibres antics, documents, etc. Un dels objectes més antics, un crani de mamut de 70.000 anys d'antiguitat, és de l'era paleolítica mitjana. Entre altres elements significatius hi ha ceràmiques de la cultura cucuteni, dacis, sarmats, gòtics i artefactes romans, i armeries i altres articles de l'edat mitjana. El Museu d'Història està situat a l'interior del palau a la planta baixa, a la banda oest, i és la continuació del Museu d'Antiguitat fundat per Orest Tafrali el 1916 Consta de quatre seccions, prehistòria i història antiga, història medieval, història moderna i història contemporània, presentant els principals aspectes del desenvolupament de les comunitats de la zona des del temps del Paleolític fins a la Segona Guerra Mundial.
El "Museu de la Unió" i el "Museu Memorial Mihail Kogălniceanu", a Iași, el "Palau Memorial Al. I. Cuza" de Ruginoasa i la "Reserva Arqueològica de Cucuteni", els coordinen el Museu d'Història de Moldàvia.

### Museu Etnogràfic de Moldàvia
El Museu Etnogràfic de Moldàvia, fundat el 1943, posseeix més de 13.000 objectes que representen l'avanç romanès a través dels temps. El Museu Etnogràfic de Moldàvia es troba al costat oest del palau, al primer i al segon pis. Aquí es poden admirar els objectes que utilitzen els habitants de Moldàvia en les seves activitats diàries: a l'agricultura, la viticultura, la cria d'animals, la pesca, la caça, l'apicultura. També es poden veure interiors de cases de pagès, aparells per a ceràmica, teixit, processament de fusta, col·leccions de màscares, vestits tradicionals. Moltes d'aquestes exposicions tenen més de 100 anys.
El museu també coordina el Museu del Vi i la Vinya a Hârlău.

### Museu de la Ciència i la Tecnologia
El Museu de la Ciència i Tècnica "Ștefan Procopiu", amb una col·lecció de més de 8.500 objectes, va ser fundat el 1955 com a "Museu Politècnic" i rebatejat, el 1994, pel físic Ștefan Procopiu. Allotja seccions d'Energètica, enregistrament i reproducció de so (únic a Romania), Telecomunicacions, Mineralogia - Cristalografia i Informàtica.
El Museu Memorial "Poni - Cernătescu" d'Iași també es troba sota la coordinació directa del Museu de la Ciència i la Tècnica.

## Altres atractius
A més dels quatre museus, el Palau de la Cultura presenta alguns altres punts d'atracció. Una d'elles és la Sala Gòtica, on es pot admirar el mosaic que presenta un bestiar medieval (grifons, àguiles bicèfales i lleons). També hi ha la sala dels voivodes, situada al primer pis, on es troben els retrats dels governants de Moldàvia i dels reis de Romania, començant per Decèbal i Trajà, pintures realitzades per Ștefan Dimitrescu i els seus alumnes. Després hi ha la sala "Henri Coandă", que va rebre el nom de les talles i les obres de socors realitzades pel famós inventor romanès d'un ciment inventat per ell. A la dreta hi ha el Turnul de Strajă (la torre de vigilància), una reminiscència de l'antiga cort princesa d'Iași, juntament amb les galeries situades sota la cort del palau. A l'esquerra hi ha una col·lecció de capitells i altres elements arquitectònics de pedra agrupats en un lapidarium. El vestíbul està superposat per una sala de sostre de vidre, on inicialment es disposava un hivernacle. Davant del palau hi ha l'estàtua eqüestre d'Esteve el Gran de Moldàvia entre dos canons Krupp i trofeus de la Guerra d'Independència de Romania.

## Galeria

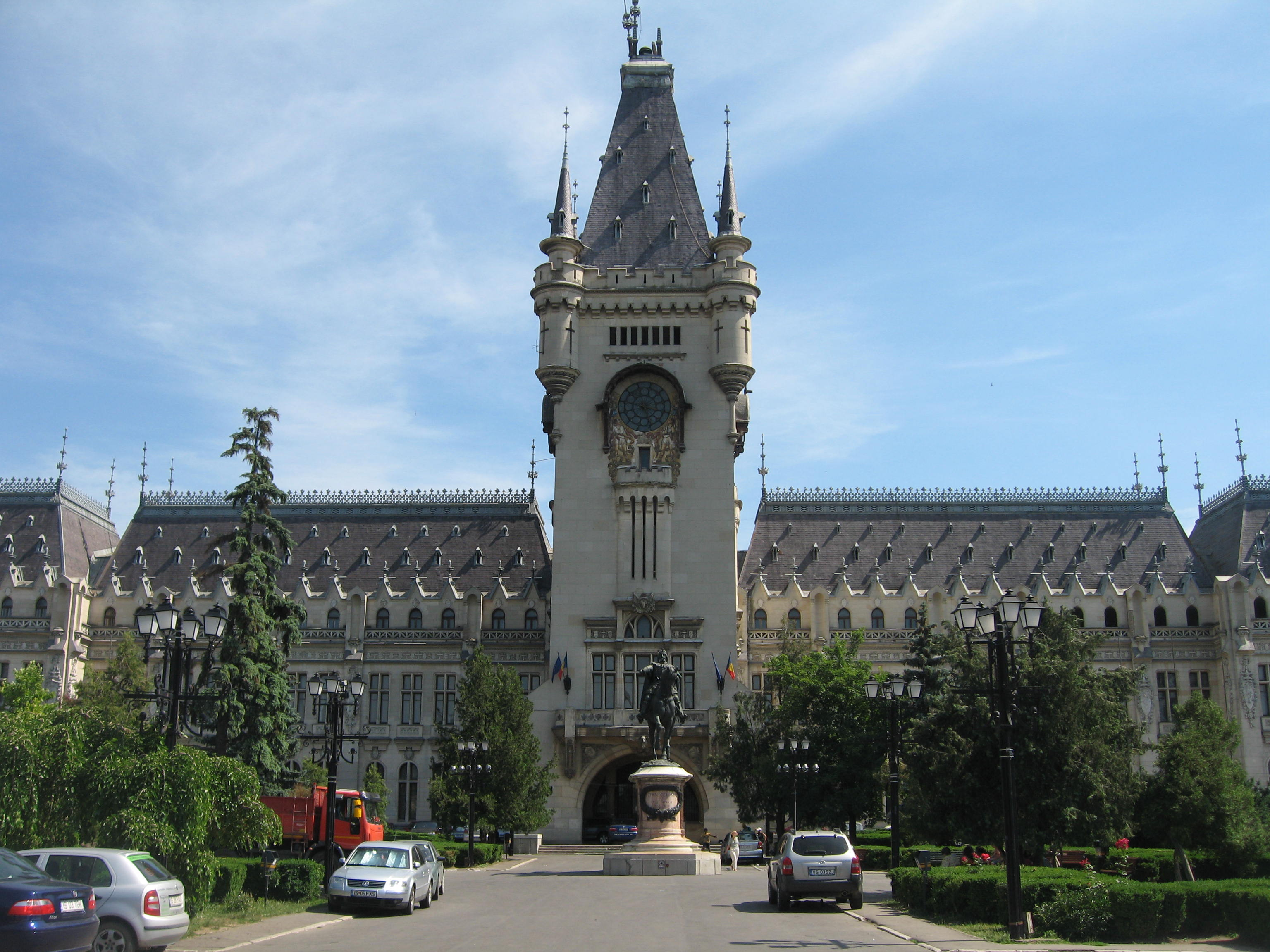
Vista frontal des de la plaça del Palau
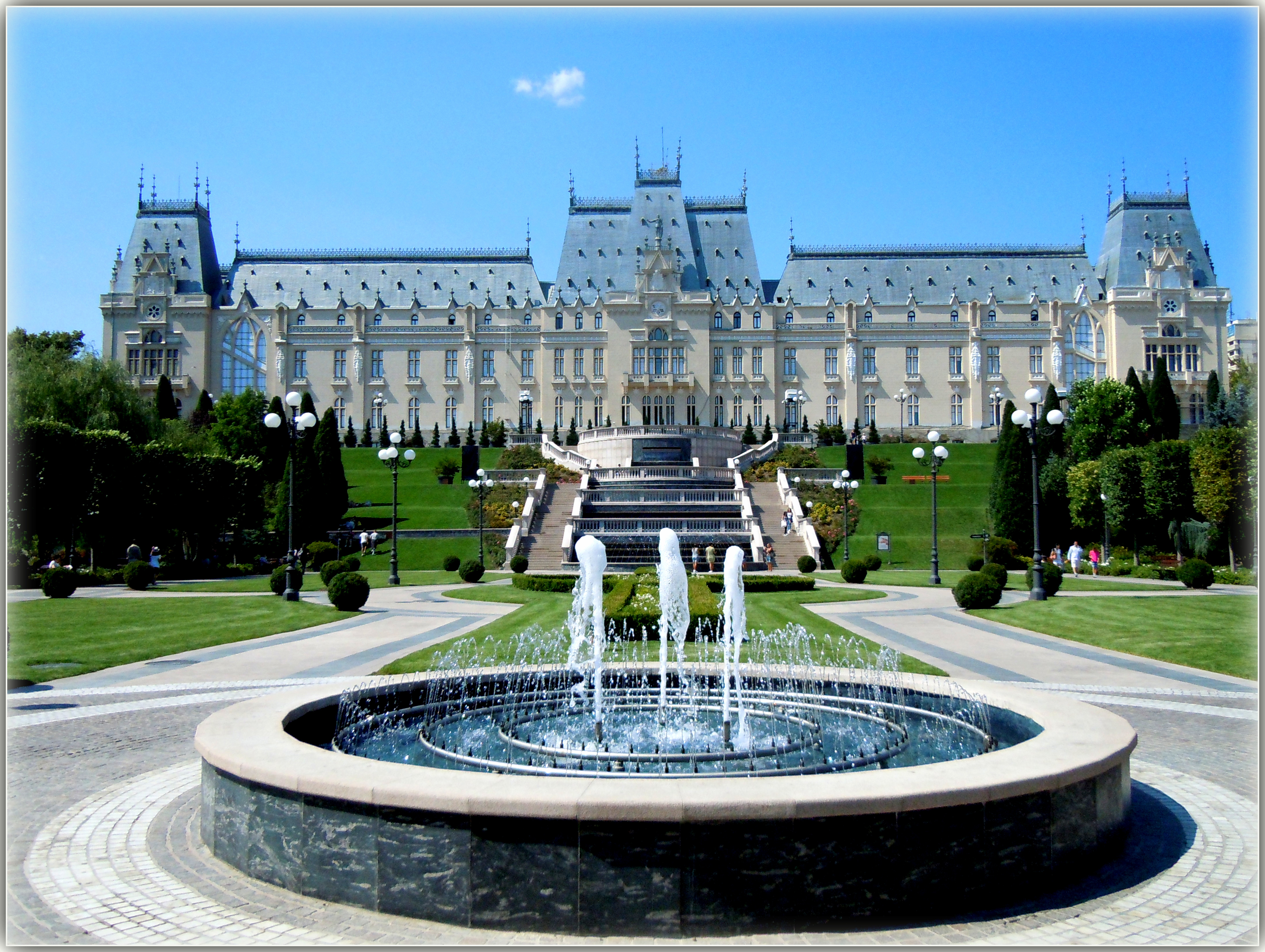
Vista posterior des del Palas Iași
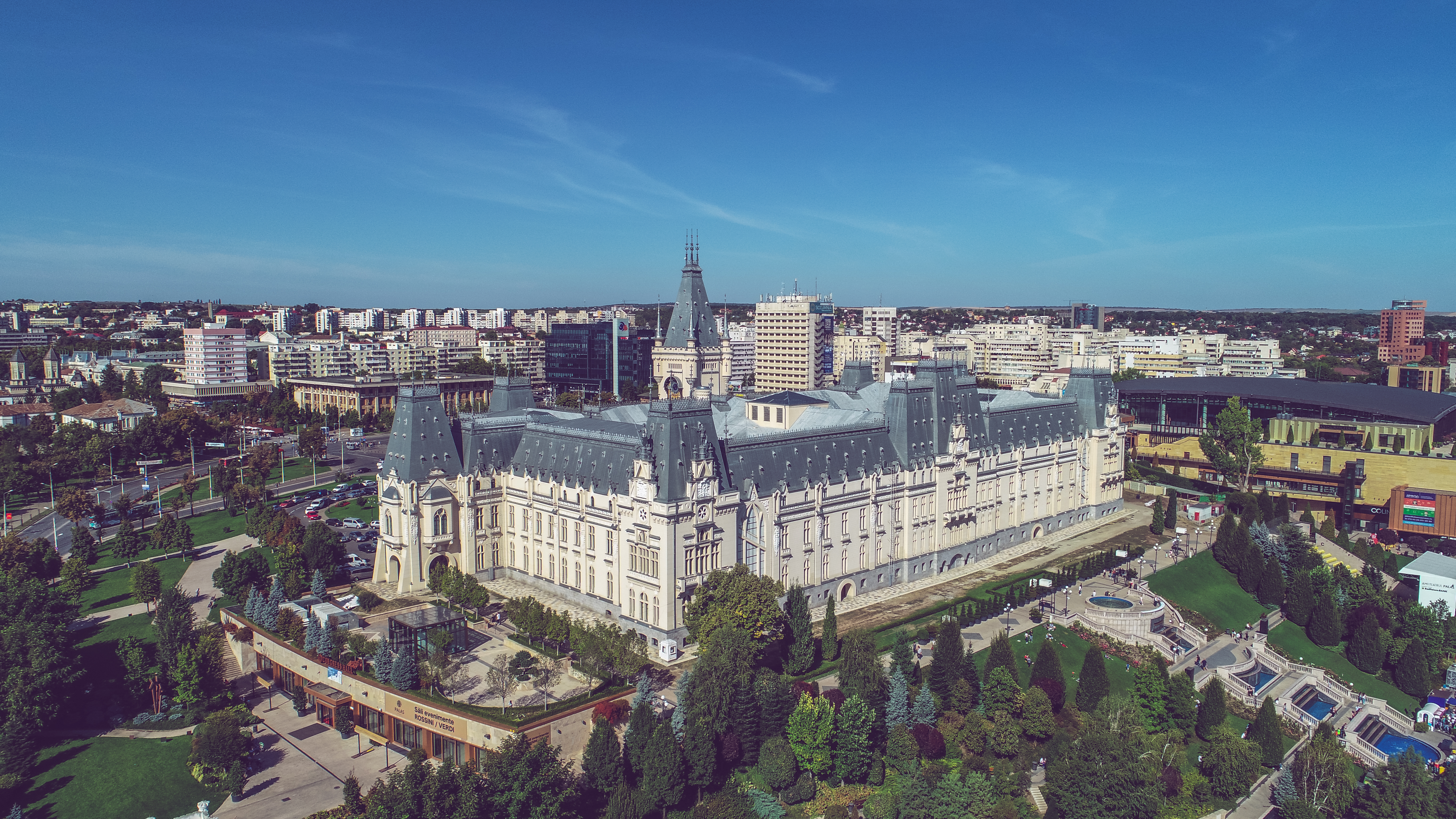
Vista aèria
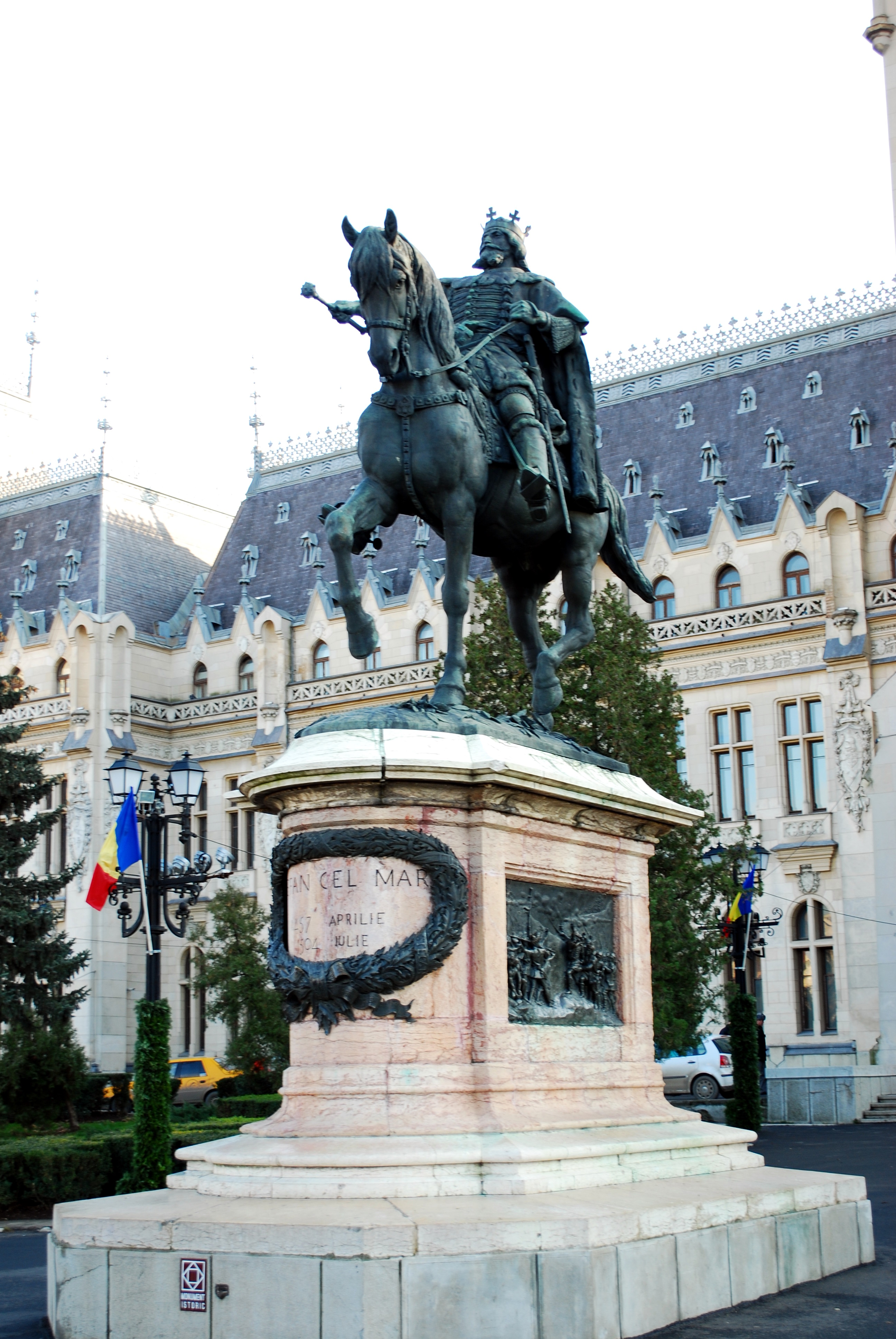
Estàtua d'Esteve el Gran
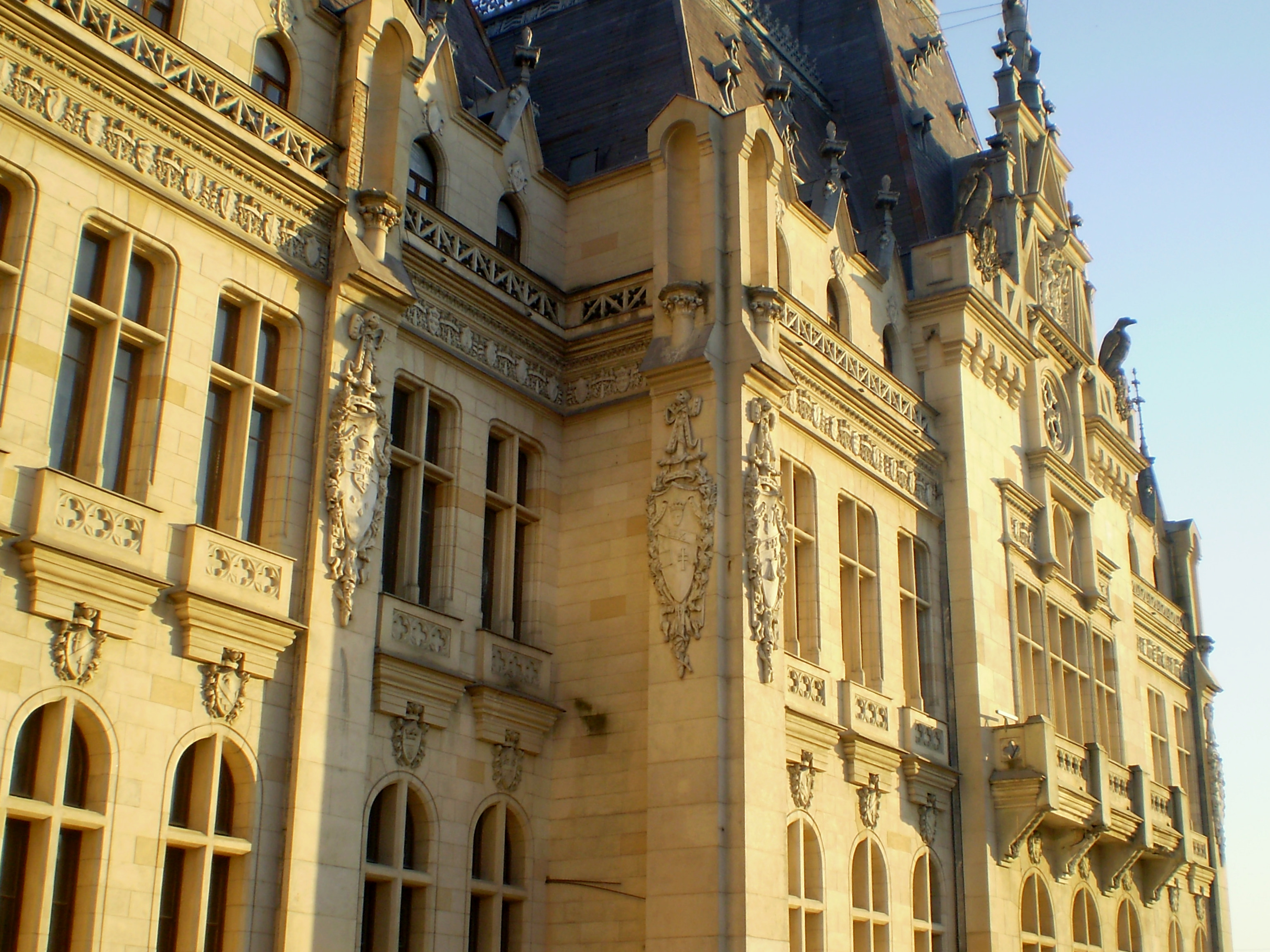
Detalls de la façana
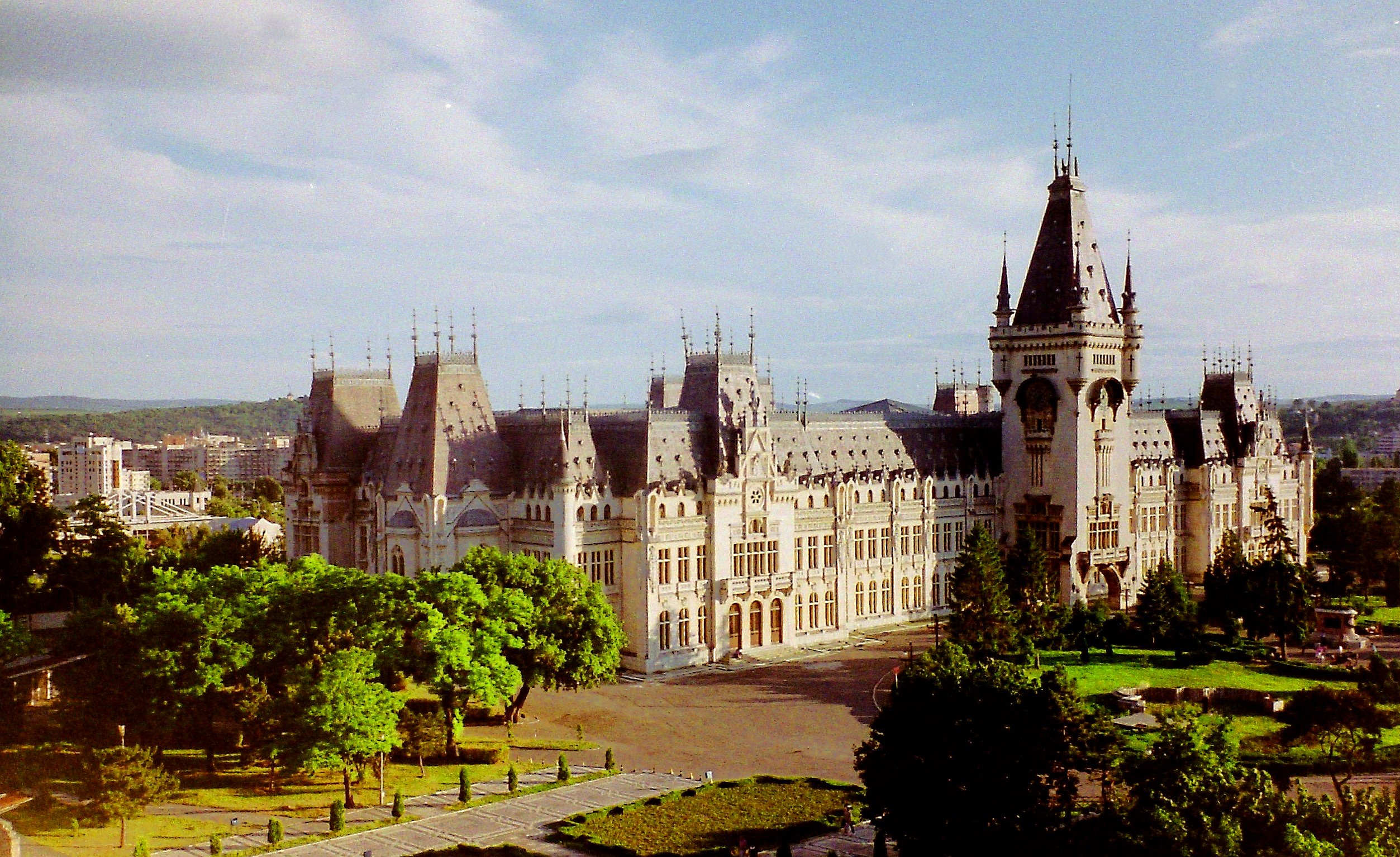
Vista general
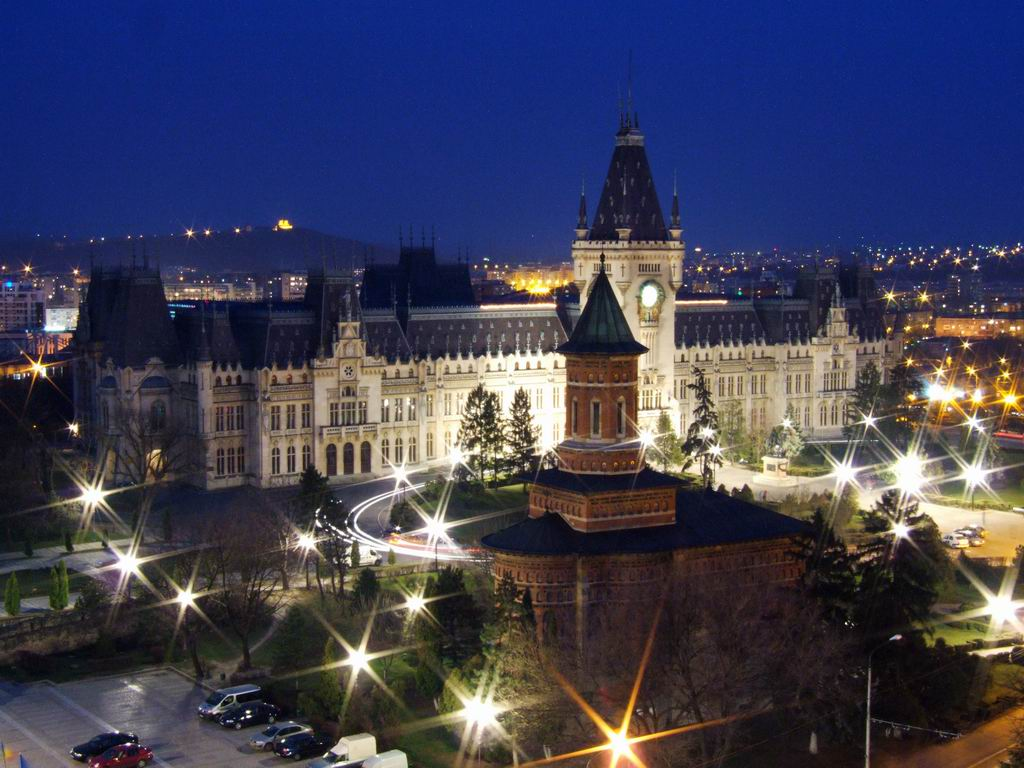
Plaça del Palau i església príncep de Sant Nicolau
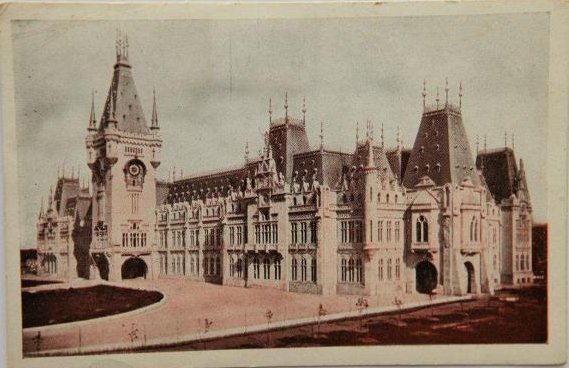
Postal d'entreguerres